# Chocolat Poulain
Pour les articles homonymes, voir Poulain (homonymie).
Chocolat Poulain est une entreprise française produisant du chocolat depuis sa fondation, en février 1848, par Victor-Auguste Poulain, confiseur à Blois. C'est également la marque commerciale sous laquelle elle commercialise ses produits.
Depuis mai 2017, elle appartient au groupe français Carambar & Co, structure créée par le fonds d'investissement français Eurazeo et d'autres investisseurs privés[Qui ?].
Bien que le nom provienne du patronyme du fondateur, le poulain est devenu le symbole et le logo de la marque.

## Historique

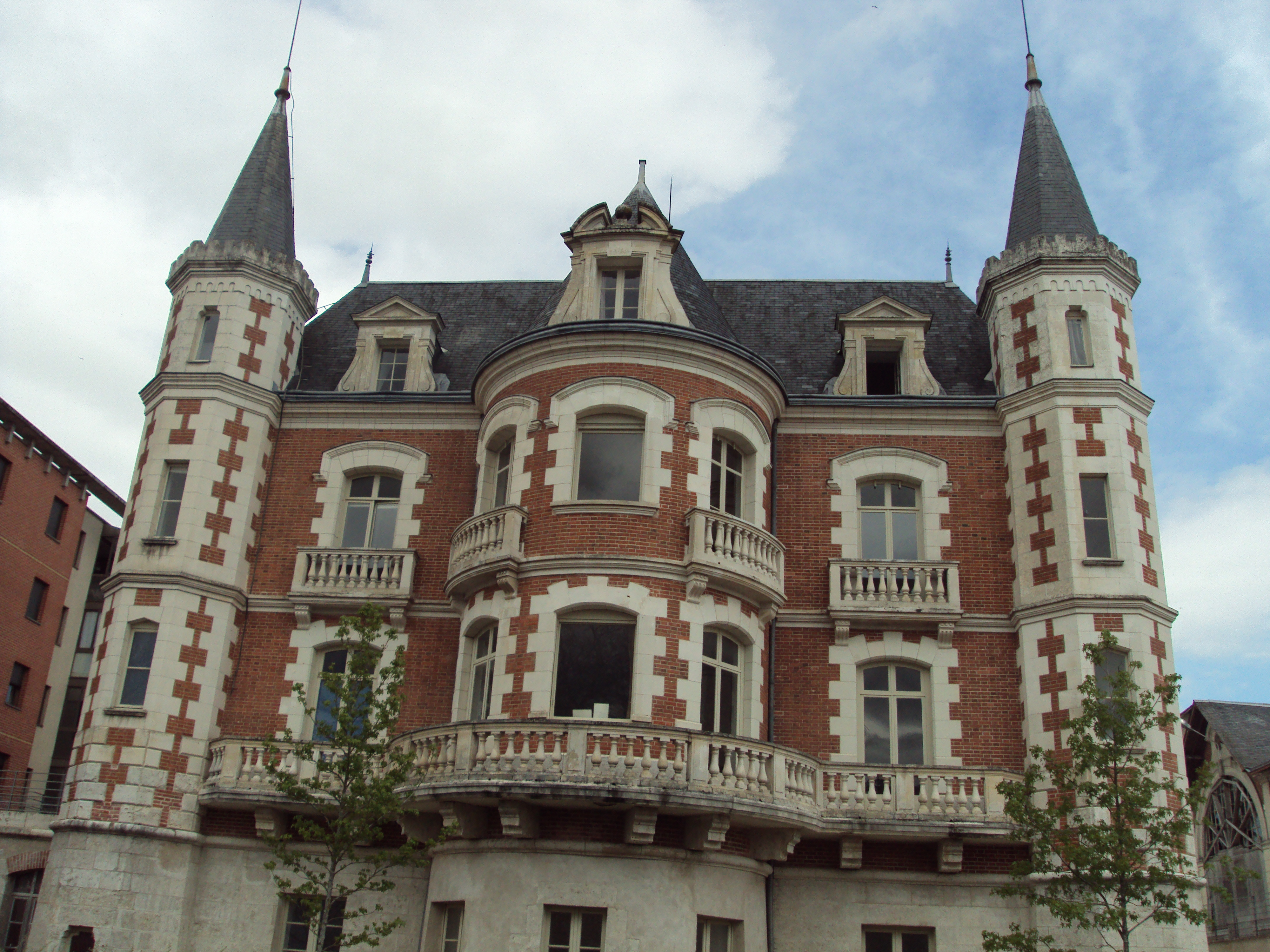
L'ancienne chocolaterie à Blois utilisée dès 1863.

La première boutique de chocolat Poulain est fondée en 1848 par Victor-Auguste Poulain, dans l'ancienne maison familiale du magicien Jean-Eugène Robert-Houdin, dans la rue Porte-Chartraine, à Blois.
Après le rachat en 1970 d'un ensemble de sociétés de condiments (Maille, Grey Poupon et Parizot), Poulain décide de fusionner toutes ces marques alimentaires en un seul groupe, la SEGMA (Société d'exploitation des grandes marques alimentaires). En 1978, Poulain et la SEGMA sont rachetés par Clin-Midy, puis revendus et intégrés un an plus tard à la Générale Occidentale de Jimmy Goldsmith (qui détenait entre autres les marques Amora, La Pie qui Chante, Carambar et Vandamme).
Poulain passe sous le contrôle du britannique Cadbury en 1988. En 1995, il est regroupé avec Bouquet d'Or au sein de Cadbury France, la nouvelle filiale française du groupe, qui a son siège à Blois.
En 2010, Cadbury est racheté par la multinationale Kraft Foods. En 2012, à la suite d'une scission de Kraft Foods, Poulain appartient au groupe nouvellement créé Mondelez International.
En 2016, le fonds d'investissement français Eurazeo annonce le rachat d'une grande partie des marques de Mondelez (dont Poulain, Carambar, Kréma et La Pie Qui Chante). Le rachat est effectif depuis le 2 mai 2017, avec la création d'une filiale d'Eurazeo, la société Carambar & Co qui lance ensuite un plan d'investissement de 35 millions d'euros pour rapatrier en France une partie de sa production réalisée à l’étranger et maintenir les 220 emplois de l'usine de Strasbourg.
En juin 2024, la fermeture du site de Villebarou est annoncée par la direction. Une décision qui va entrainer la suppression de 109 postes. Le CSE prévu le 13 juin pour la fermeture du site est finalement décalé pour vice de procédure, une façon pour les syndicats d'essayer de gagner du temps pour convaincre la direction de trouver un repreneur plutôt que de fermer le site.
Début septembre 2024, un repreneur est annoncé : il s'agit du groupe Andros —  qui détient notamment les marques Bonne Maman et Mamie Nova — ce qui permet de conserver les emplois des 109 salariés de l'usine, de continuer à produire sur le site historique de Blois et d'apporter des projets d'élargissement de l'activité.

## Poulain dans la société française

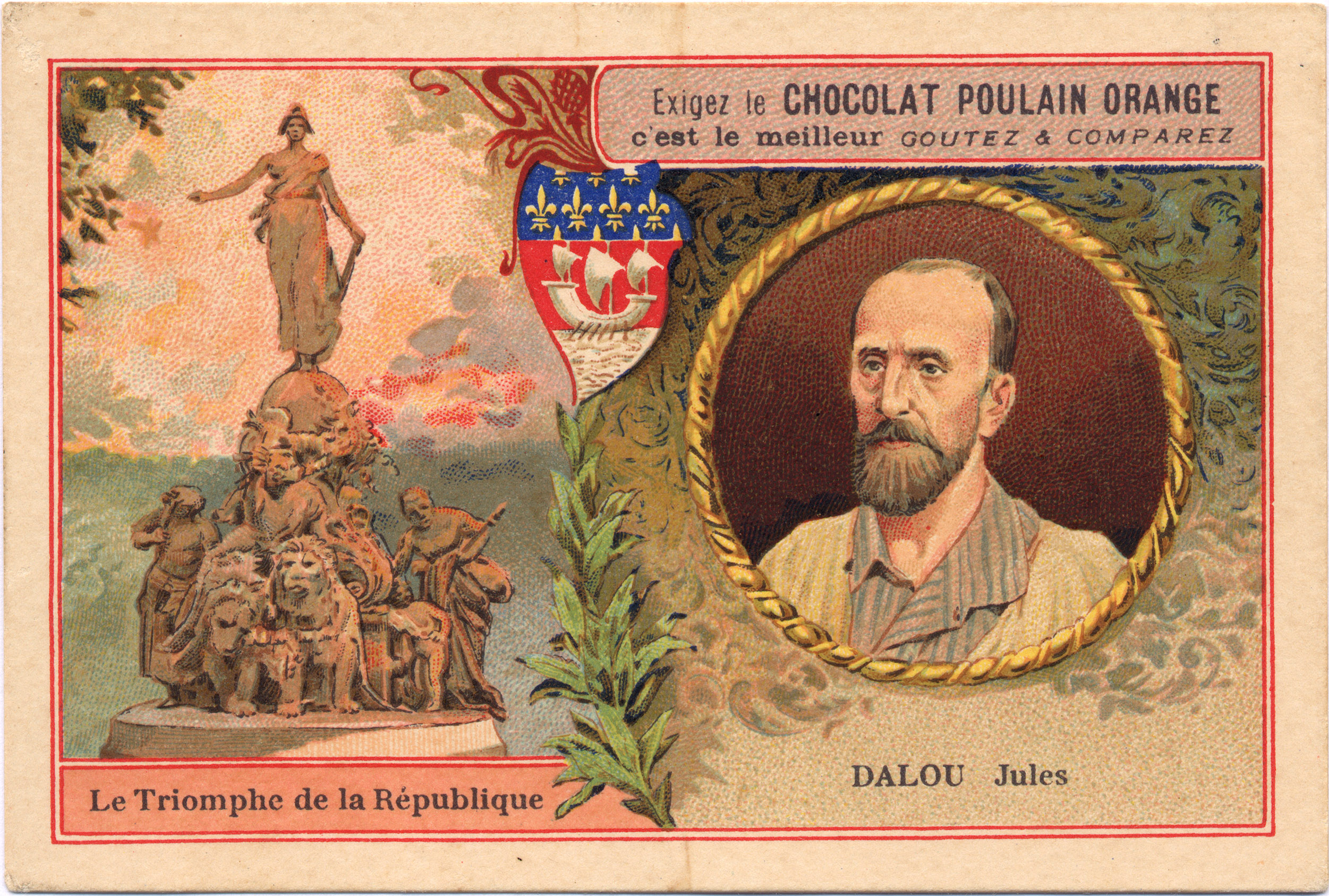
Image Poulain sur le sculpteur Jules Dalou et Le Triomphe de la République imprimée vers 1900.

Avec les maisons Suchard (1826, fondée en Suisse) ou Menier (1836), Poulain est l'une des plus anciennes marques de chocolat en France et, sans doute, celle qui a le plus contribué à la diffusion commerciale du chocolat dans toutes les couches de la société. En effet, avant Victor-Auguste Poulain, le chocolat était une denrée artisanale conditionnée sous forme de boudins et vendue comme un produit « santé » — le chocolatier Menier étant à l'origine un vendeur de produits pharmaceutiques. Poulain en a fait un produit industriel et gourmand. C'est sans doute aussi la première marque de chocolat à avoir massivement communiqué sous forme publicitaire.
Le chocolat Poulain est également célèbre pour proposer des images éducatives, dites « images Poulain », en cadeau avec ses produits dès les années 1860.
La société innove dans le marketing en acquérant des salles de cinéma (110 salles en 1914 y compris en Égypte et en Angleterre)[réf. nécessaire] et en offrant des « billets de faveur », distribués dans les tablettes, qui donnent droit à une entrée à moitié prix pour les séances en semaine,.

## Galerie

### Affiches publicitaires

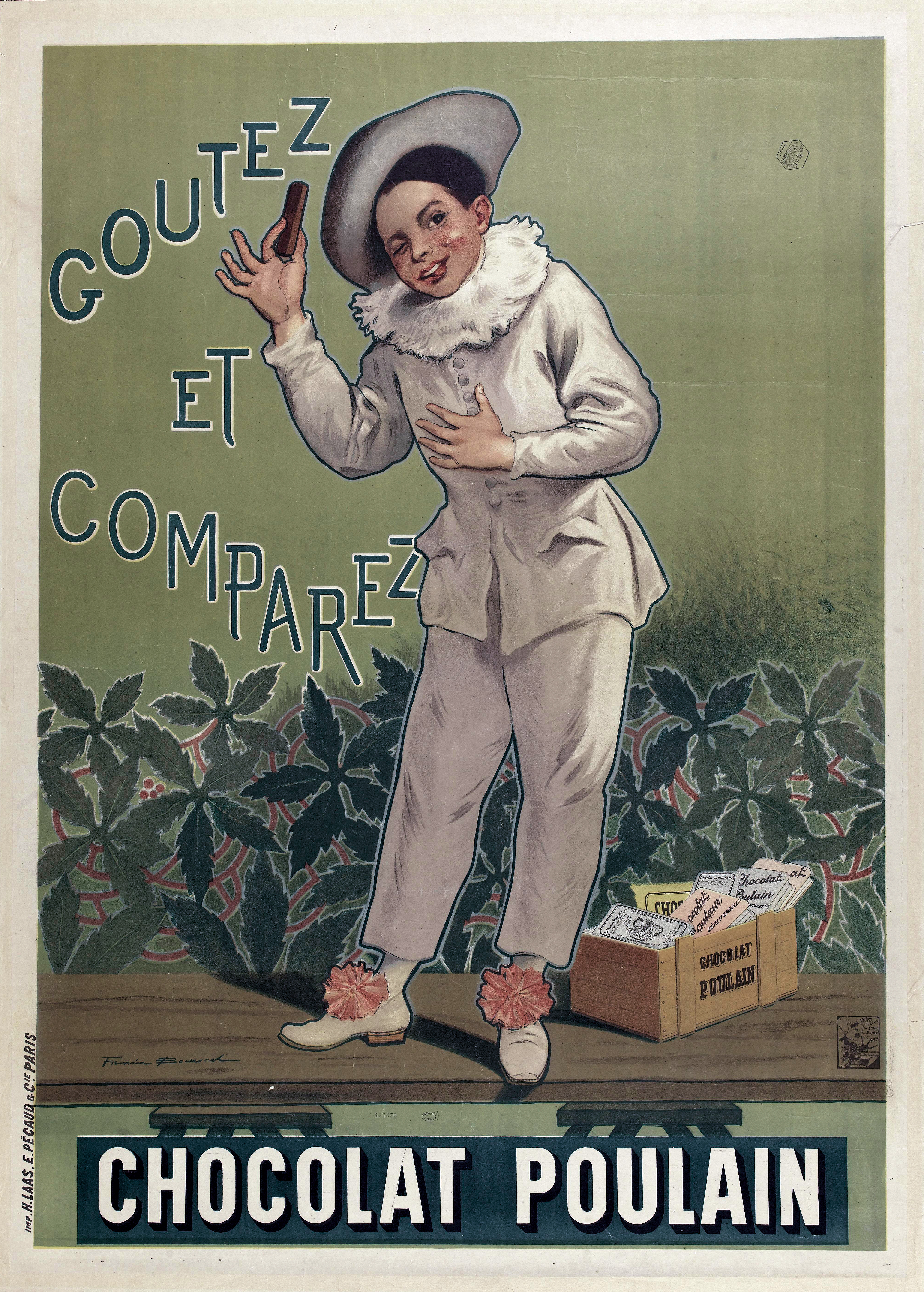
Affiche vers 1898, créée par Firmin Bouisset
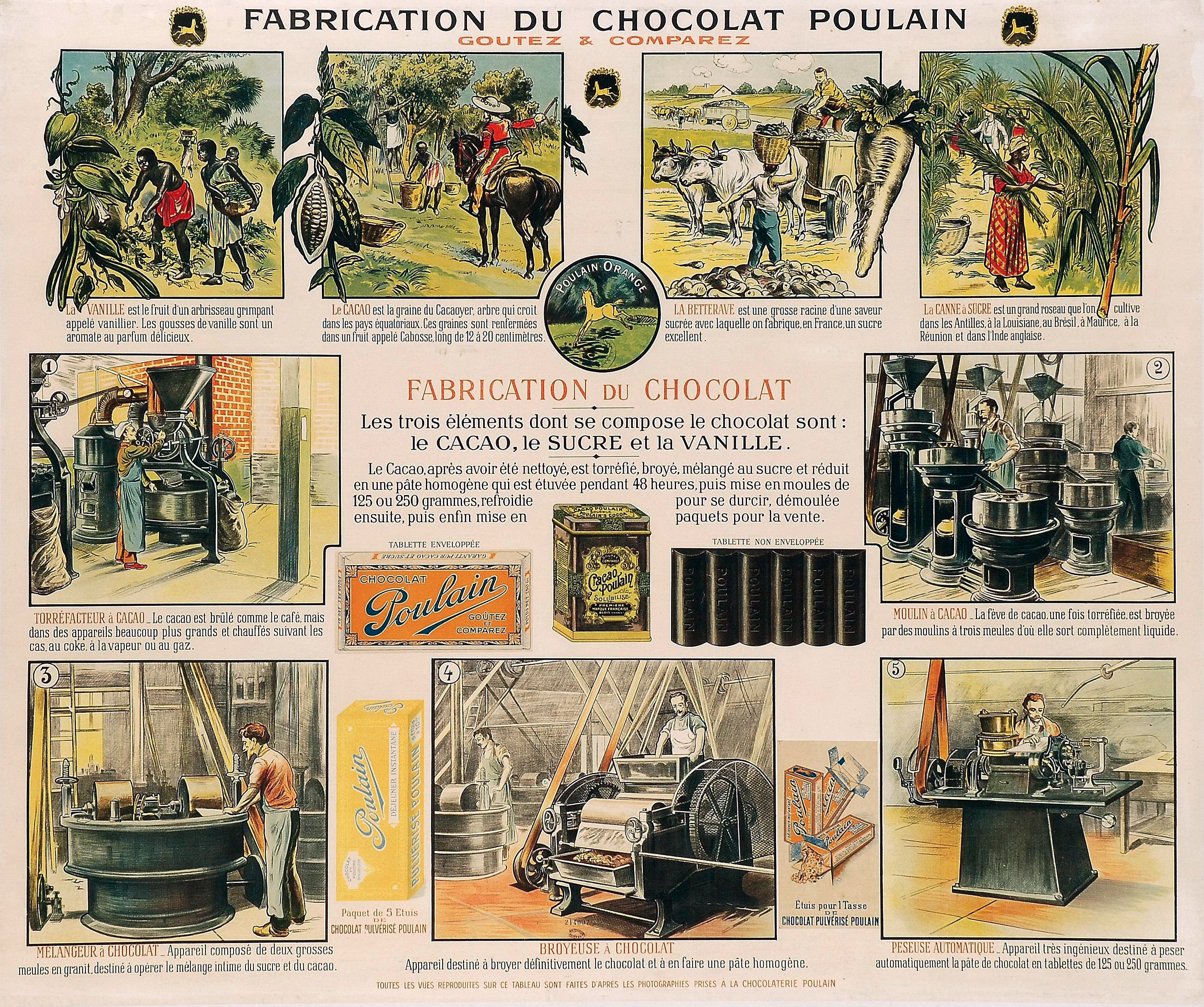
Affiche de 1910 sur la fabrication du chocolat
Affiche de 1911, créée par Leonetto Cappiello

### Images éducatives

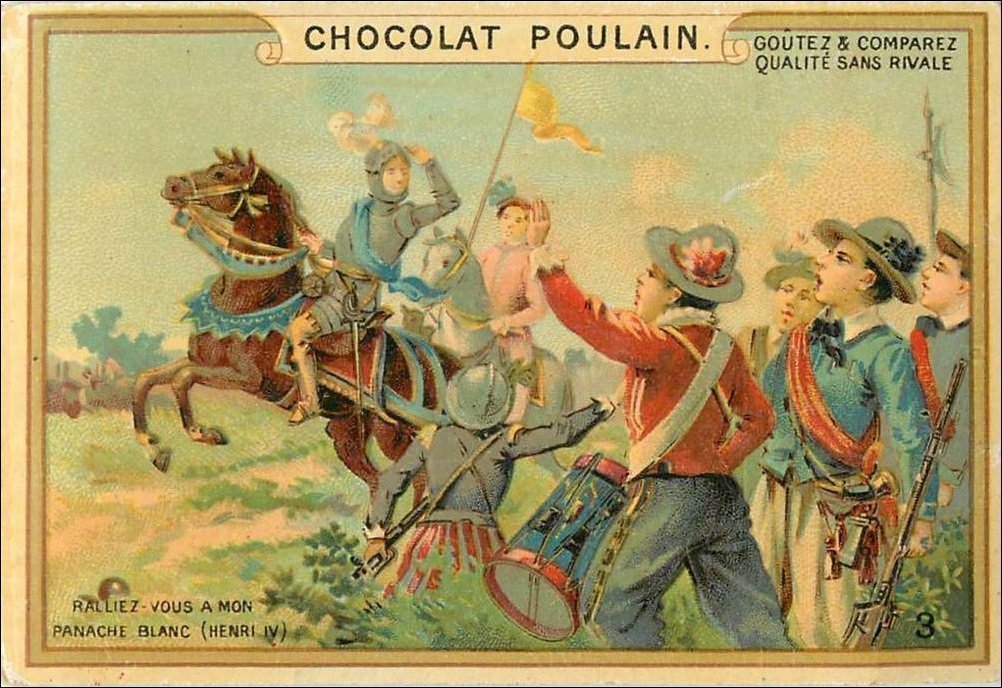
Panache blanc d'Henri IV
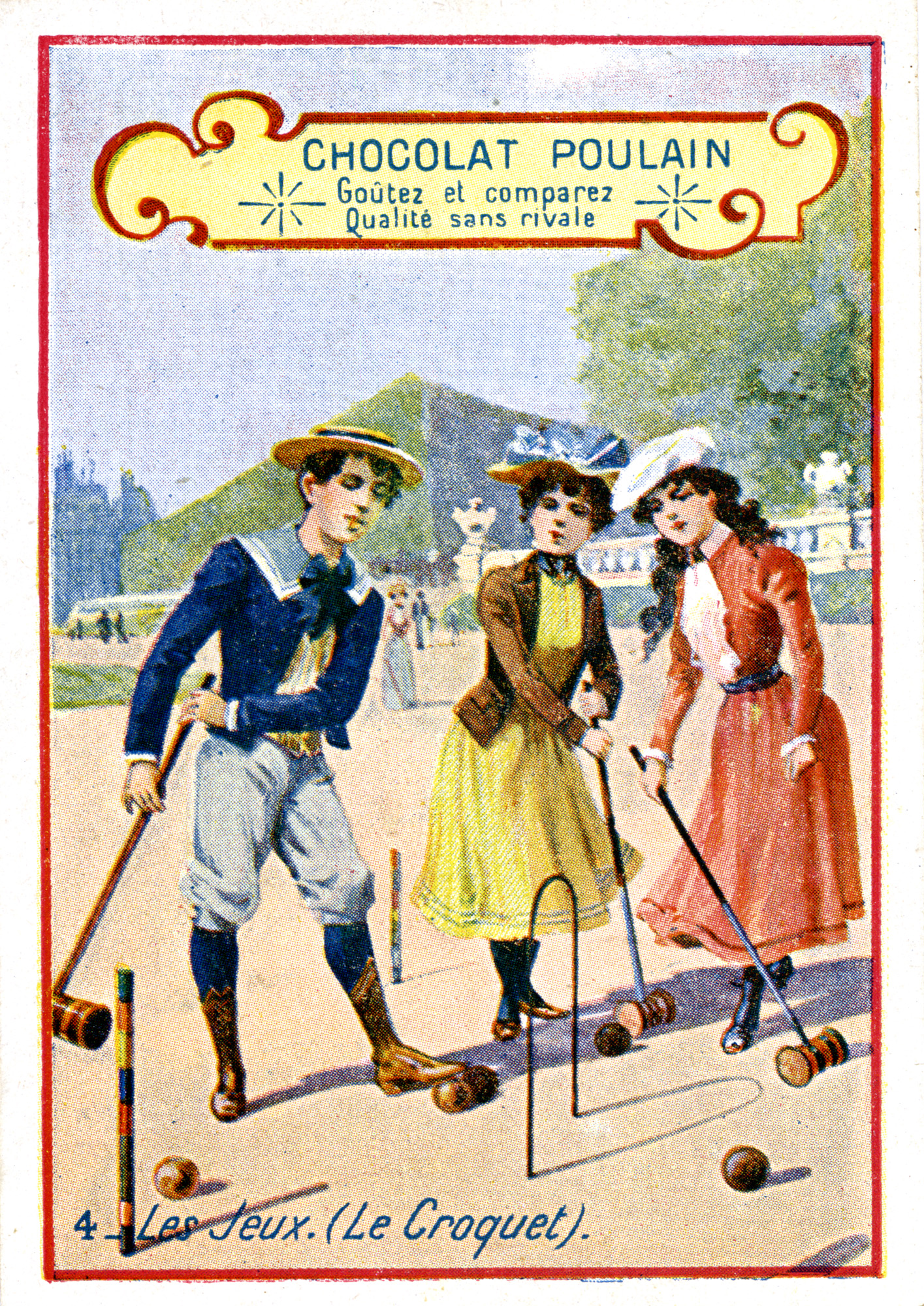
Croquet
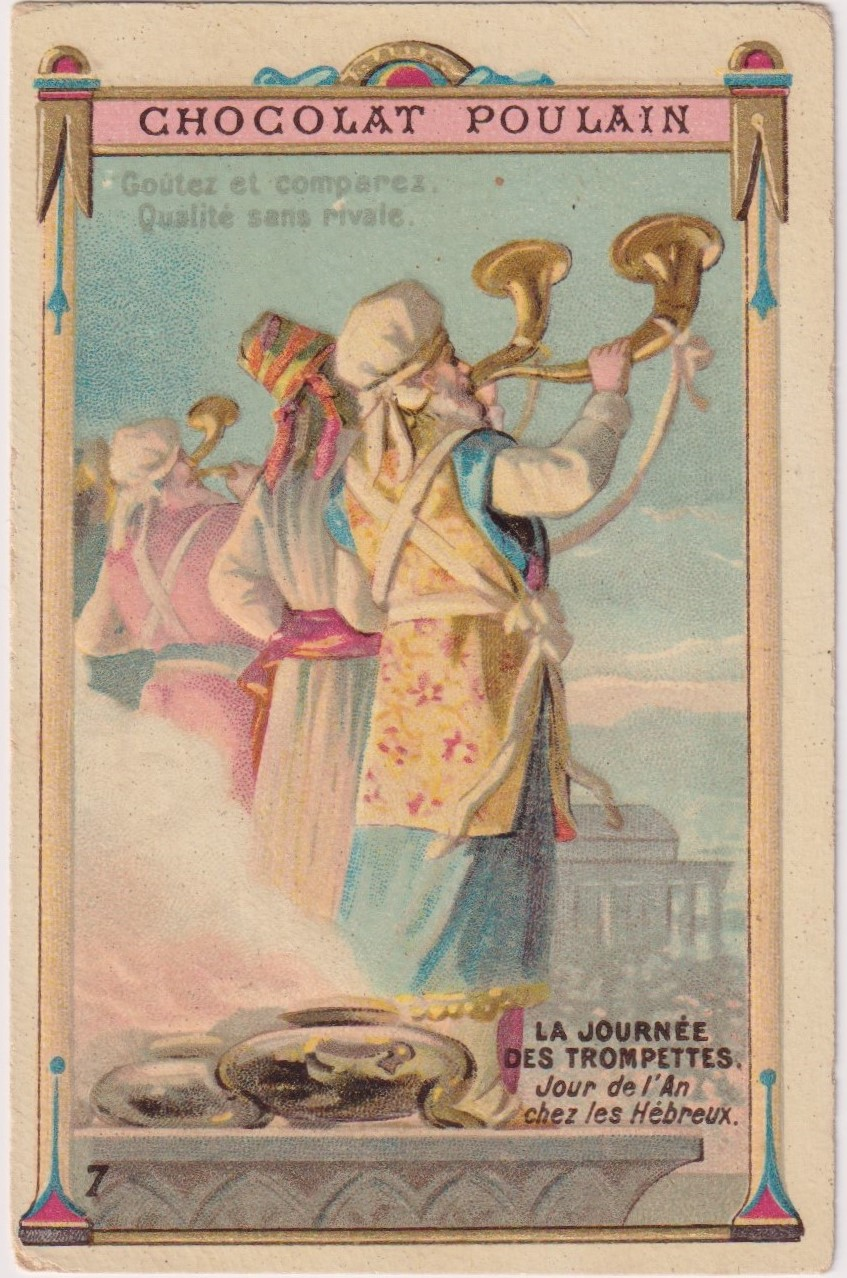
Roch Hachana
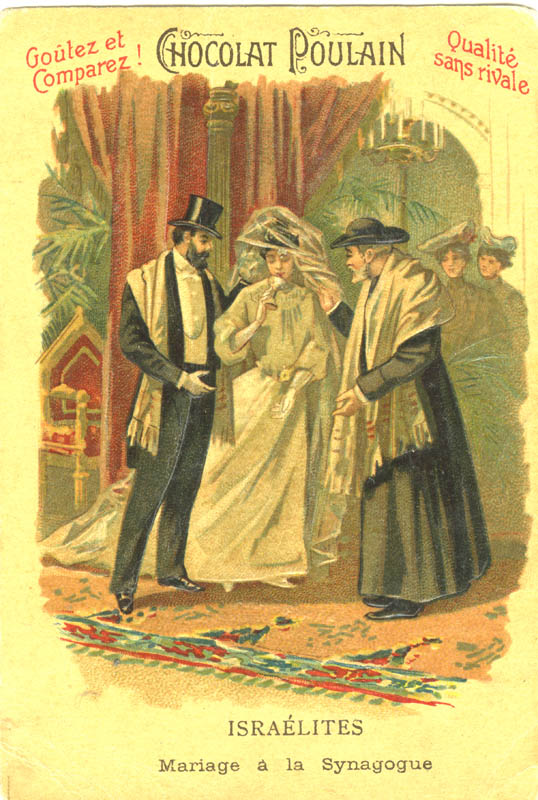
Mariage juif à la synagogue

## Pour approfondir